# Arthur Leonard Schawlow
Arthur Leonard Schawlow (n. 5 mai 1921, Mount Vernon, New York, SUA — d. 28 aprilie 1999, Palo Alto, California, SUA) a fost un fizician evreu-american, laureat al Premiului Nobel pentru Fizică, în 1981, împreună cu Nicolaas Bloembergen, pentru contribuțiile lor în domeniul spectroscopiei laser. Cei doi au primit o jumătate din premiu, cealaltă fiind acordată lui Kai Siegbahn.